# Espejo parabólico

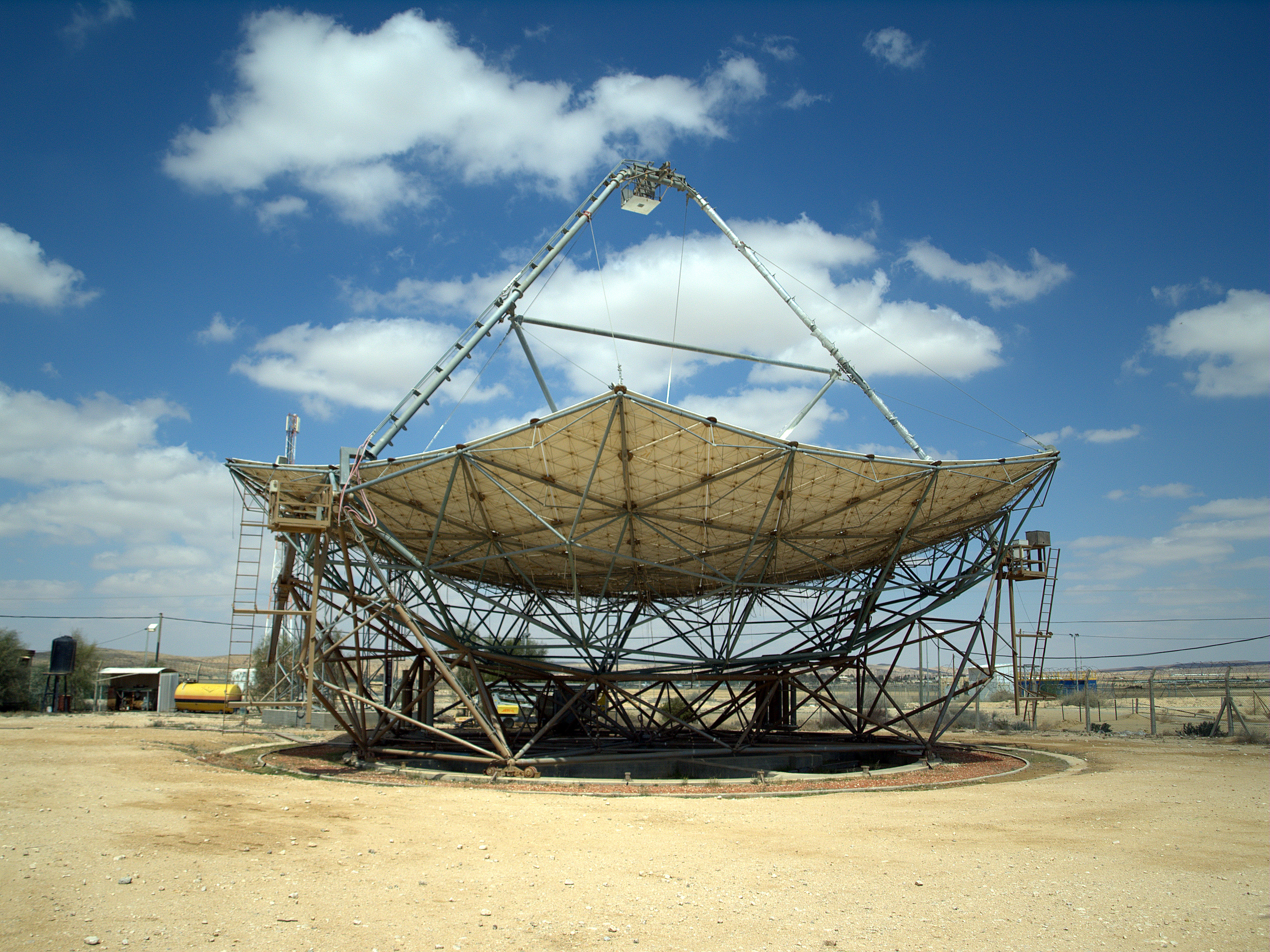
Uno de los mayores reflectores parabólicos del mundo, en el Ben-Gurion National Solar Energy Center (Israel)

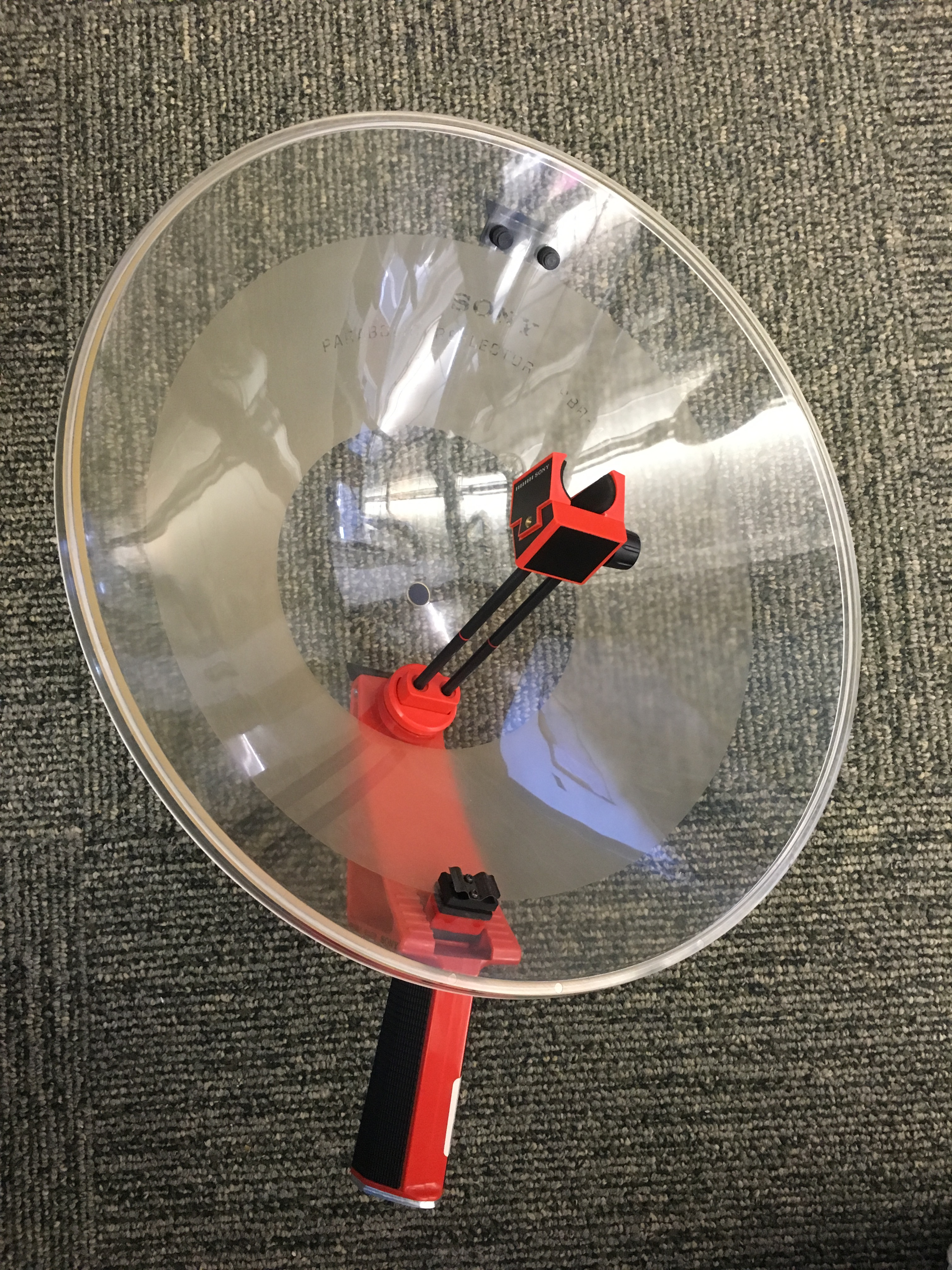
Reflector parabólico de ondas sonoras (micrófono Sony)

Un espejo parabólico es una superficie reflectora utilizada para concentrar o proyectar energía ondulatoria, como la luz, las ondas de radio o el sonido. Su forma es la de un sector de un paraboloide (la superficie generada por una parábola al girar alrededor de su eje). El reflector parabólico refleja las ondas que se desplazan en la dirección de su eje, haciéndolas converger hacia su foco. Por el contrario, una onda esférica generada por un emisor colocado en el foco de un espejo parabólico, se refleja en una onda plana que se propaga como un haz colimado en la dirección del eje.
Los reflectores parabólicos se utilizan para recoger la energía procedente de una fuente distante (como por ejemplo, la luz de las estrellas, o las señales de radio emitidas por los satélites de comunicaciones). Dado que los principios de reflexión de ondas son reversibles, los reflectores parabólicos también se pueden usar para enfocar la radiación de una fuente emisora en un haz estrecho. En óptica, los espejos parabólicos se utilizan para diversos fines, como la observación del firmamento mediante telescopios reflectores, la captación de energía mediante hornos solares, o la proyección de haces de luz en todo tipo de dispositivos, como linternas eléctricas o faros de automóvil.
En sistemas de radio, las antenas parabólicas se utilizan para emitir haces concentrados de ondas de radio en las comunicaciones punto-a-punto, en todo tipo de receptores y en radiocomunicación por microondas. Así mismo, forman parte de los sistemas de radar empleados para localizar aeronaves, barcos y vehículos.
En acústica, los micrófonos parabólicos se usan para grabar sonidos lejanos, tales como el canto de las aves, en espectáculos deportivos, y para captar conversaciones privadas en espionaje y en investigaciones policiales.

## Teoría

Los rayos paralelos que entran en un espejo parabólico se enfocan en un punto F, su foco. El vértice es V, y el eje de simetría pasa por V y F. Para los reflectores fuera del eje (con solo la parte del paraboloide entre los puntos P_{1} y P_{3}), el receptor también se coloca en el foco del paraboloide, pero no proyecta una sombra sobre el reflector.

Paraboloide de revolución

Estrictamente, la forma tridimensional del reflector es un paraboloide, denominándose parábola a la figura bidimensional a partir de la que se genera por rotación (la distinción es similar a la de una esfera y un círculo). Sin embargo, en un lenguaje informal, la palabra "parábola" y su adjetivo asociado, "parabólico", se utilizan a menudo en lugar de "paraboloide" y "paraboloidal.
Si una parábola se representa en coordenadas cartesianas con su vértice en el origen y su eje de simetría en el eje y, la parábola se abre hacia arriba, y su ecuación es
{\displaystyle \scriptstyle 4fy=x^{2}}
donde {\displaystyle \scriptstyle f} es su distancia focal (véase el artículo: "parábola"). En consecuencia, las dimensiones de un plato paraboloidal simétrico están relacionadas por la ecuación:
{\displaystyle \scriptstyle 4FD=R^{2},}
donde {\displaystyle \scriptstyle F} es la distancia focal, {\displaystyle \scriptstyle D} es la profundidad del plato (medida en la dirección del eje de simetría desde el punto considerado al plano tangente al vértice), y {\displaystyle \scriptstyle R} es el radio del citado punto. Todas las unidades deben ser iguales. Si se conocen dos de estas tres cantidades, esta ecuación se puede usar para calcular la tercera.
Se necesita un cálculo más complejo para encontrar el diámetro asociado necesario para conformar la superficie de un paraboloide dado. Este valor a veces se denomina "diámetro lineal", y coincide con el diámetro de una hoja plana circular del material (generalmente metálico), que posee el tamaño adecuado para ser cortado y doblado para formar la superficie. Dos resultados intermedios son útiles en el cálculo:
{\displaystyle \scriptstyle P=2F} (o sus equivalentes: {\displaystyle \scriptstyle P={\frac {R^{2}}{2D}}} y {\displaystyle \scriptstyle Q={\sqrt {P^{2}+R^{2}}}})
donde {\displaystyle \scriptstyle F,} {\displaystyle \scriptstyle D,} y {\displaystyle \scriptstyle R} se definen como anteriormente. El diámetro del plato, medido sobre una superficie plana, viene dado por:
{\displaystyle \scriptstyle {\frac {RQ}{P}}+P\ln \left({\frac {R+Q}{P}}\right)}
donde {\displaystyle \scriptstyle \ln(x)} significa el logaritmo natural de {\displaystyle \scriptstyle x}, o lo que es lo mismo, su logaritmo en base "e".
El volumen del plato, es decir, la cantidad de líquido que podría contener si el borde fuera horizontal y el vértice estuviera situado hacia abajo (por ejemplo, la capacidad de un cuenco paraboloidal), viene dado por:
{\displaystyle \scriptstyle {\frac {1}{2}}\pi R^{2}D}
donde los valores se definen como en las fórmulas anteriores. Se puede comparar con las fórmulas para los volúmenes de un cilindro ({\displaystyle \scriptstyle \pi R^{2}D}), una semiesfera ({\displaystyle \scriptstyle {\frac {2}{3}}\pi R^{2}D}, donde {\displaystyle \scriptstyle D=R}), y un cono ({\displaystyle \scriptstyle {\frac {1}{3}}\pi R^{2}D}).
{\displaystyle \scriptstyle \pi R^{2}} es el área de la apertura del plato, el área encerrada por su borde, que es proporcional a la cantidad de luz solar que el reflector puede interceptar. El área de la superficie cóncava del plato se puede encontrar usando la fórmula del área para una superficie de revolución que da {\displaystyle \scriptstyle A={\frac {\pi R}{6D^{2}}}\left((R^{2}+4D^{2})^{3/2}-R^{3}\right)}, proporcionando {\displaystyle \scriptstyle D\neq 0}.
El reflector parabólico funciona debido a las propiedades geométricas de la forma paraboloidal: cualquier rayo entrante que sea paralelo al eje del plato se reflejará en un punto central, o "foco" (véase la demostración en el artículo parábola). Debido a que muchos tipos de energía se pueden reflejar de esta manera, los reflectores parabólicos se pueden usar para recolectar y concentrar la energía que entra al reflector en un ángulo particular. De manera similar, la energía que se irradia desde el foco al plato puede transmitirse hacia afuera en un haz que es paralelo al eje del plato.
A diferencia de los espejos curvos, que sufren el problema de la aberración esférica (que se vuelve más fuerte a medida que la relación entre el diámetro del haz y la distancia focal se hace más grande), los reflectores parabólicos se pueden fabricar para acomodar haces de cualquier ancho. Sin embargo, si el haz entrante forma un ángulo distinto de cero con el eje (o si la fuente del punto emisor no se coloca en el foco), los reflectores parabólicos sufren de un tipo de aberración llamado coma. Esto hecho es de interés especialmente en los telescopios, porque la mayoría de las otras aplicaciones no requieren de una resolución nítida fuera del eje de la parábola.

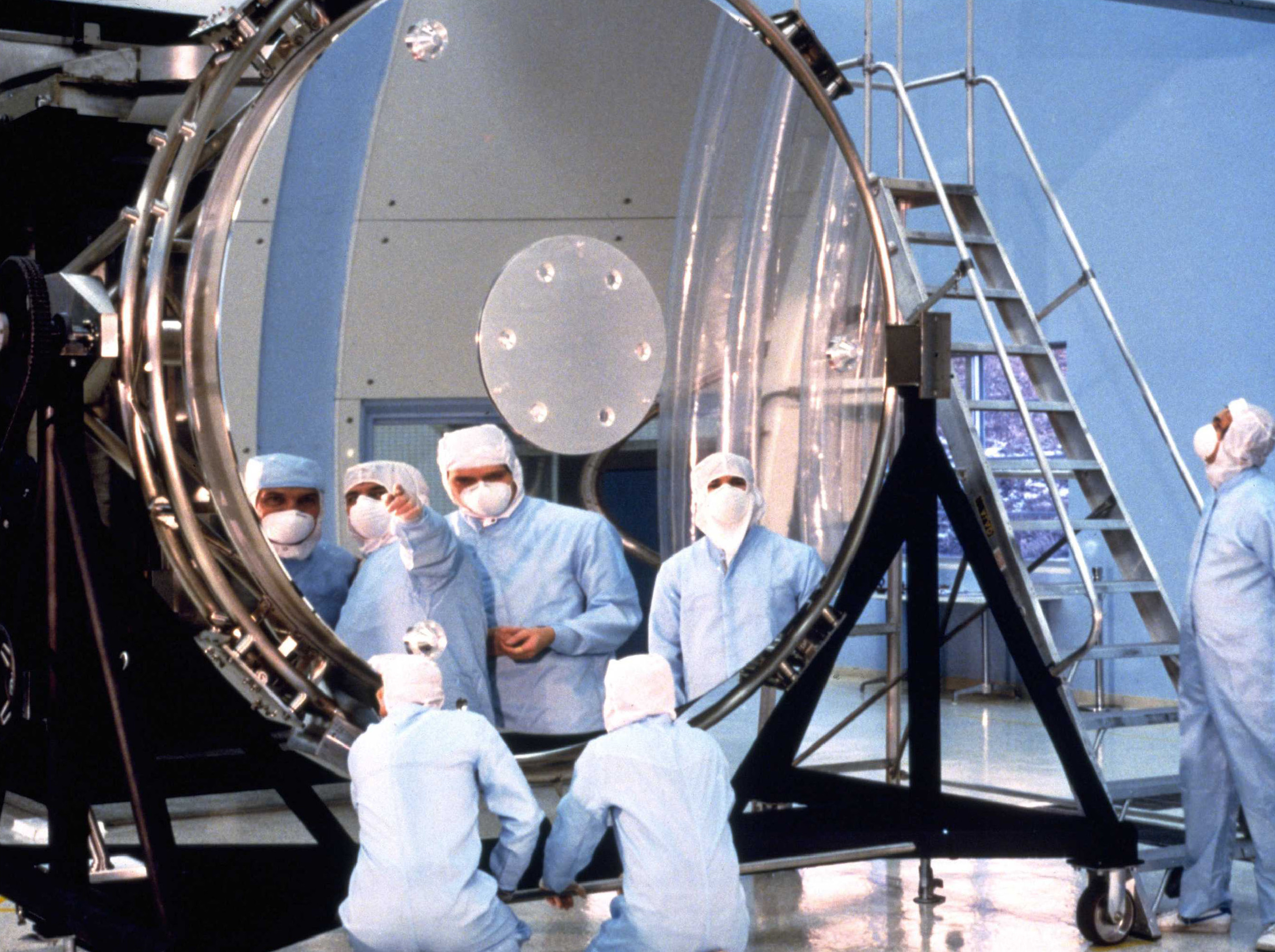
Montaje del espejo del telescopio espacial Hubble en 1990.

La precisión con la que debe fabricarse un plato parabólico para enfocar bien la energía depende de la longitud de onda de la energía a captar. Si el plato presenta defectos del orden de un cuarto de la longitud de onda, entonces la energía reflejada mostrará un error del orden de la mitad de la longitud de onda, lo que significa que interferirá destructivamente con la energía que se ha reflejado correctamente desde otra parte del plato. Para evitar esto, el plato debe estar correctamente conformado con una precisión dentro de aproximadamente 1/20 de una longitud de onda. El rango de longitud de onda de la luz visible está entre aproximadamente 400 y 700 nanómetros (nm), por lo que para enfocar bien toda la luz visible, un reflector debe estar ajustado con una precisión de unos 20 nm. Por comparación, el diámetro de un cabello humano es generalmente de aproximadamente 50.000 nm, por lo que la precisión requerida para que un reflector enfoque la luz visible es aproximadamente 2500 veces menor que el diámetro de un cabello. Por ejemplo, el fallo en el espejo del telescopio espacial Hubble (demasiado plano por aproximadamente 2200 nm en su perímetro) causó una aberración esférica severa, hasta que se corrigió con el dispositivo óptico COSTAR.
Las microondas, como las que se usan para las señales de televisión por satélite, tienen longitudes de onda del orden de diez milímetros, por lo que los platos para enfocar estas ondas pueden presentar desajustes en su superficie de aproximadamente medio milímetro, y aun así funcionar bien.

## Reflector equilibrado en el foco

Reflector parabólico con foco equilibrado (gráfico en proyección oblicua)

A veces es útil que el centro de masas de un plato reflector coincida con su foco. Esto permite que se gire fácilmente para que pueda apuntar a una fuente de luz en movimiento, como el Sol en el cielo, mientras que su foco, donde está ubicado el objetivo, es estacionario. El plato se gira alrededor del eje que pasa por el foco y alrededor del que está equilibrado. Si el plato es simétrico y está hecho de material uniforme de espesor constante, y si F representa la distancia focal del paraboloide, esta condición de "enfoque equilibrado" se produce si la profundidad del plato, medida en el eje del paraboloide desde el vértice hasta el plano del borde del plato, es 1.8478 veces F. El radio del borde es 2.7187 F. El radio angular del borde visto desde el punto focal es de 72,68 grados.

## Reflector Scheffler

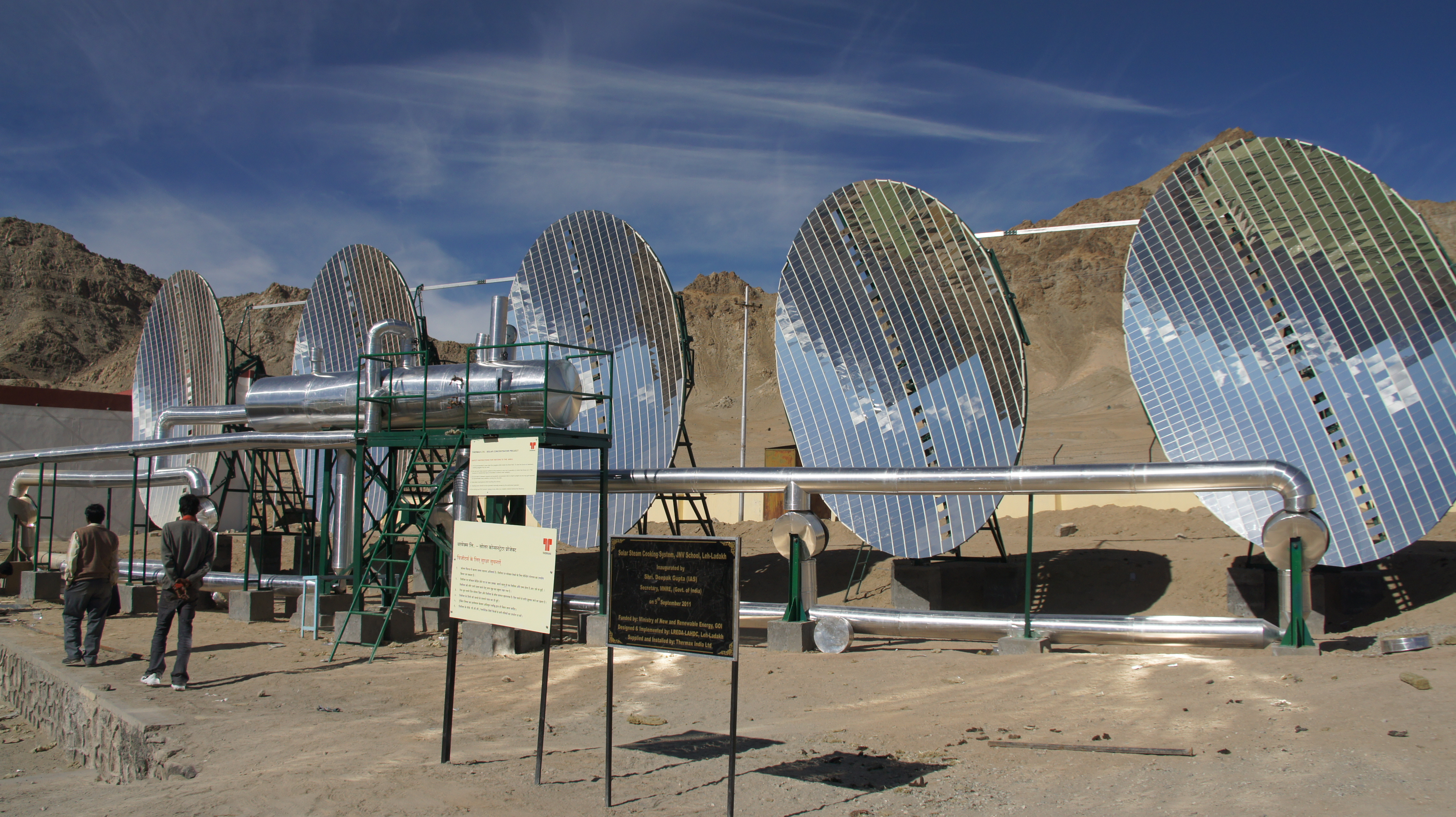
Cocina solar con espejos Scheffler, en Leh-Ladakh (India)

La configuración de enfoque equilibrado requiere que la profundidad del plato reflector sea mayor que su distancia focal, por lo que el foco queda dentro del plato. Esto puede llevar a que el enfoque sea de difícil acceso. Un enfoque alternativo se ejemplifica con el reflector de Scheffler, llamado así por su inventor, Wolfgang Scheffler. Este es un espejo parabólico que se gira alrededor de los ejes que pasan por su centro de masa, pero este no coincide con el foco, que está fuera del plato. Si el reflector fuera un paraboloide rígido, el foco se movería a medida que girara el plato. Para evitar esto, el reflector es flexible y se dobla mientras gira para mantener el enfoque estacionario. Idealmente, el reflector sería exactamente paraboloidal en todo momento. En la práctica, esto no se puede lograr exactamente, por lo que el reflector Scheffler no es adecuado para fines que requieren una alta precisión. Se utiliza en aplicaciones como la cocina solar, donde la luz del sol debe enfocarse lo suficientemente bien como para incidir en una olla de cocción, pero no hasta un punto exacto.

## Reflectores fuera del eje

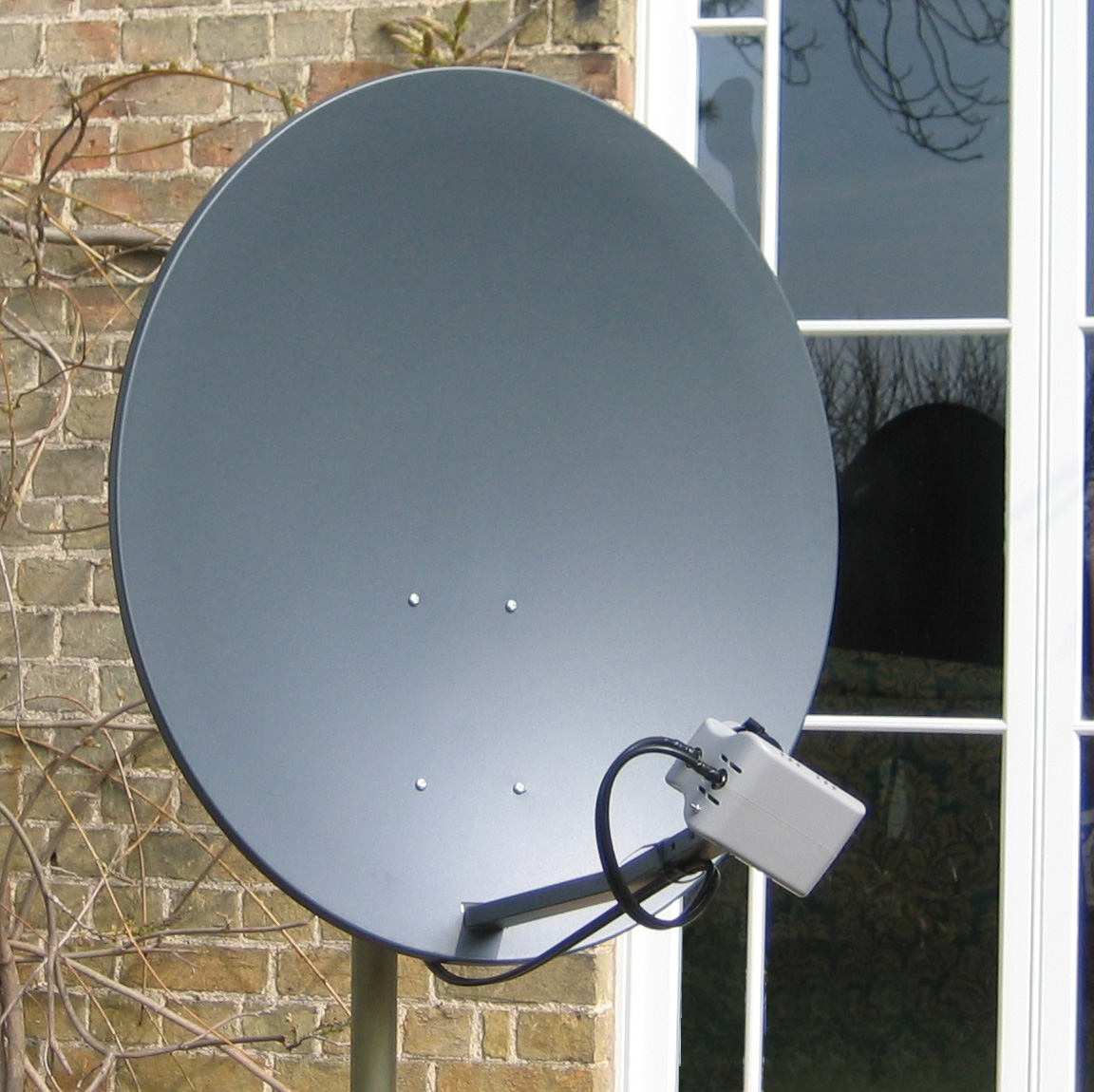
Antena parabólica fuera de eje

El vértice del paraboloide está debajo del borde inferior del plato. La curvatura del plato es mayor cerca del vértice. El eje, que está dirigido al satélite, pasa a través del vértice y del módulo receptor, que está situado en el foco del paraboloide.

Un paraboloide circular es teóricamente de un tamaño ilimitado. Cualquier reflector práctico usa solo un segmento de él. A menudo, el segmento incluye el vértice del paraboloide, donde su curvatura es mayor, y donde el eje de simetría corta el paraboloide. Sin embargo, si el reflector se utiliza para enfocar la energía entrante en un receptor, la sombra del receptor cae sobre el vértice del paraboloide, que es parte del reflector, por lo que esta parte del reflector se desperdicia. Esto se puede evitar haciendo que el reflector sea un segmento del paraboloide desplazado del vértice y del eje de simetría. Por ejemplo, en el diagrama anterior, el reflector podría ser solo la parte del paraboloide entre los puntos P1 y P3. El receptor todavía se coloca en el foco del paraboloide, pero no proyecta una sombra sobre el reflector. Todo el reflector recibe energía, que luego se enfoca en el receptor. Esto se hace con frecuencia, por ejemplo, en platos receptores de televisión por satélite, y también en algunos tipos de telescopio astronómico (por ejemplo, el telescopio de Green Bank).
Los reflectores de precisión fuera del eje, para ser usados en telescopios, se pueden fabricar usando un horno rotativo, en el que el contenedor del vidrio fundido está desplazado del eje de rotación. Para platos de menor precisión, adecuados para antenas parabólicas, se diseña una matriz con un equipo de fresado controlado por ordenador, y luego se moldean múltiples platos de chapa.

## Historia

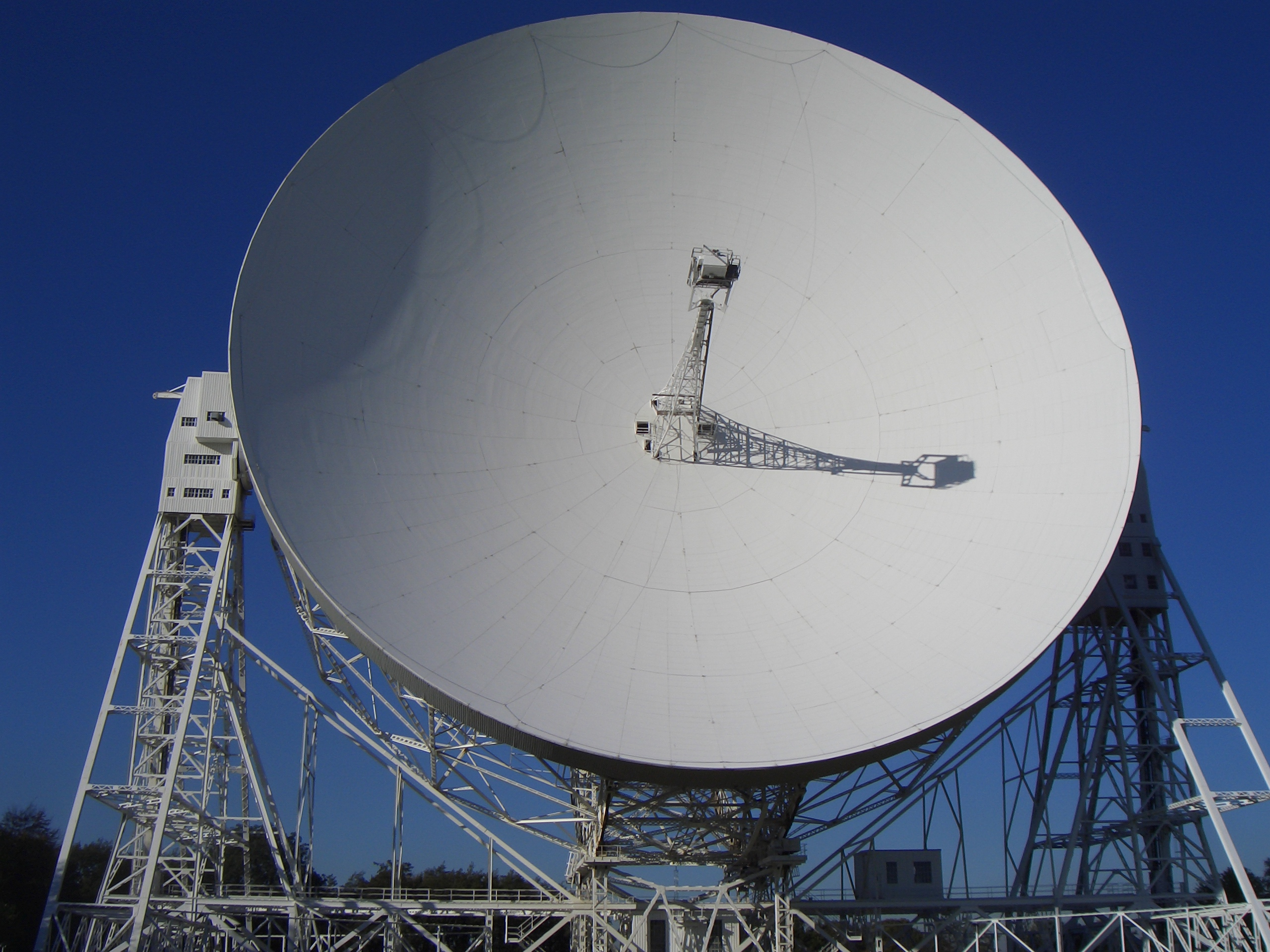
Antena parábolica de 76 m del radiotelescopio Lovell en el Observatorio Jodrell Bank

El principio de los reflectores parabólicos se conoce desde la antigüedad clásica, cuando el matemático Diocles los describió en su libro "Sobre los espejos incendiarios", quien demostró que enfocan un haz de rayos paralelos en un punto. Arquímedes en el siglo III a. C. estudió los paraboloides como parte de su estudio del equilibrio hidrostático, y tradicionalmente se cita que utilizó espejos para incendiar la flota romana durante el sitio de Siracusa. Sin embargo, parece poco probable que esto sea cierto, ya que este hecho no aparece en las fuentes anteriores al siglo II, y Diocles no lo menciona en su libro. Los espejos parabólicos también fueron estudiados por el físico Ibn Sahl en el siglo X.
James Gregory, en su libro de 1663 titulado Optica Promota, señaló que un telescopio reflector con un espejo parabólico corregiría tanto la aberración esférica como la aberración cromática que se producía en los telescopios refractores. El diseño que ideó lleva su nombre ("telescopio gregoriano"), pero según su propia confesión, Gregory no poseía ninguna habilidad práctica y no pudo encontrar ningún óptico capaz de construir uno. Isaac Newton sabía de las propiedades de los espejos parabólicos, pero eligió una forma esférica para el espejo de su telescopio reflector para simplificar la construcción.
Los faros también utilizaron comúnmente espejos parabólicos para colimar la luz de una linterna en un haz, antes de ser reemplazados en el siglo XIX por las lentes de Fresnel, mucho más eficientes. En 1888, el físico alemán Heinrich Rudolf Hertz construyó la primera antena con forma de reflector parabólico.
El uso de enormes antenas parabólicas es habitual en la radioastronomía, disciplina que tuvo sus orígenes en 1931, cuando Karl Guthe Jansky descubrió que la Vía Láctea era una fuente de emisión de radio. Basándose en el trabajo de Jansky, Grote Reber construyó un más sofisticado radiotelescopio en 1937, con una pantalla parabólica de 9,6 m de diámetro. Desde entonces, se han construido gigantescas antenas parabólicas, como el radiotelescopio de Arecibo (1963), que con sus 300 m de diámetro es tan grande, que se construyó con una orientación fija aprovechando una depresión natural del terreno.

## Aplicaciones

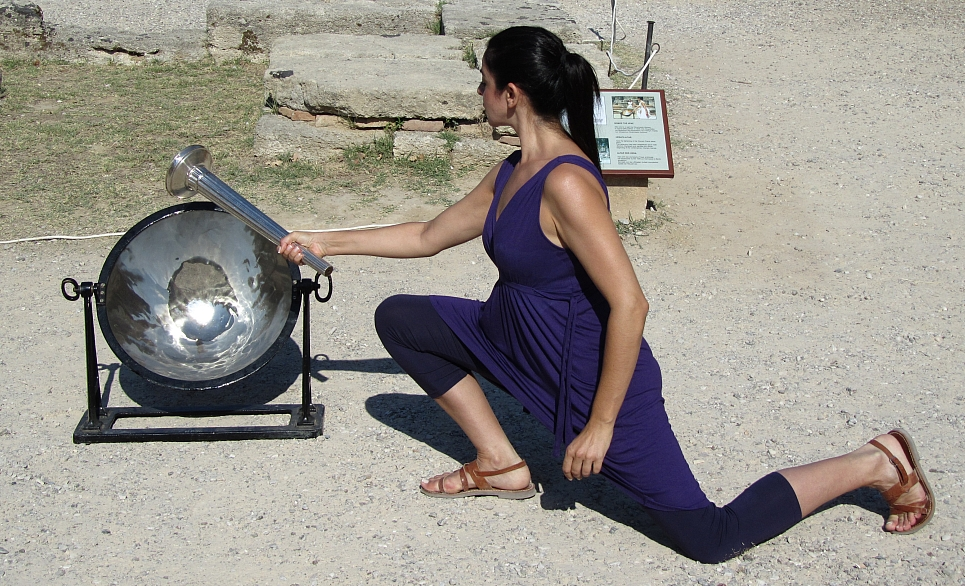
Encendido de la llama olímpica

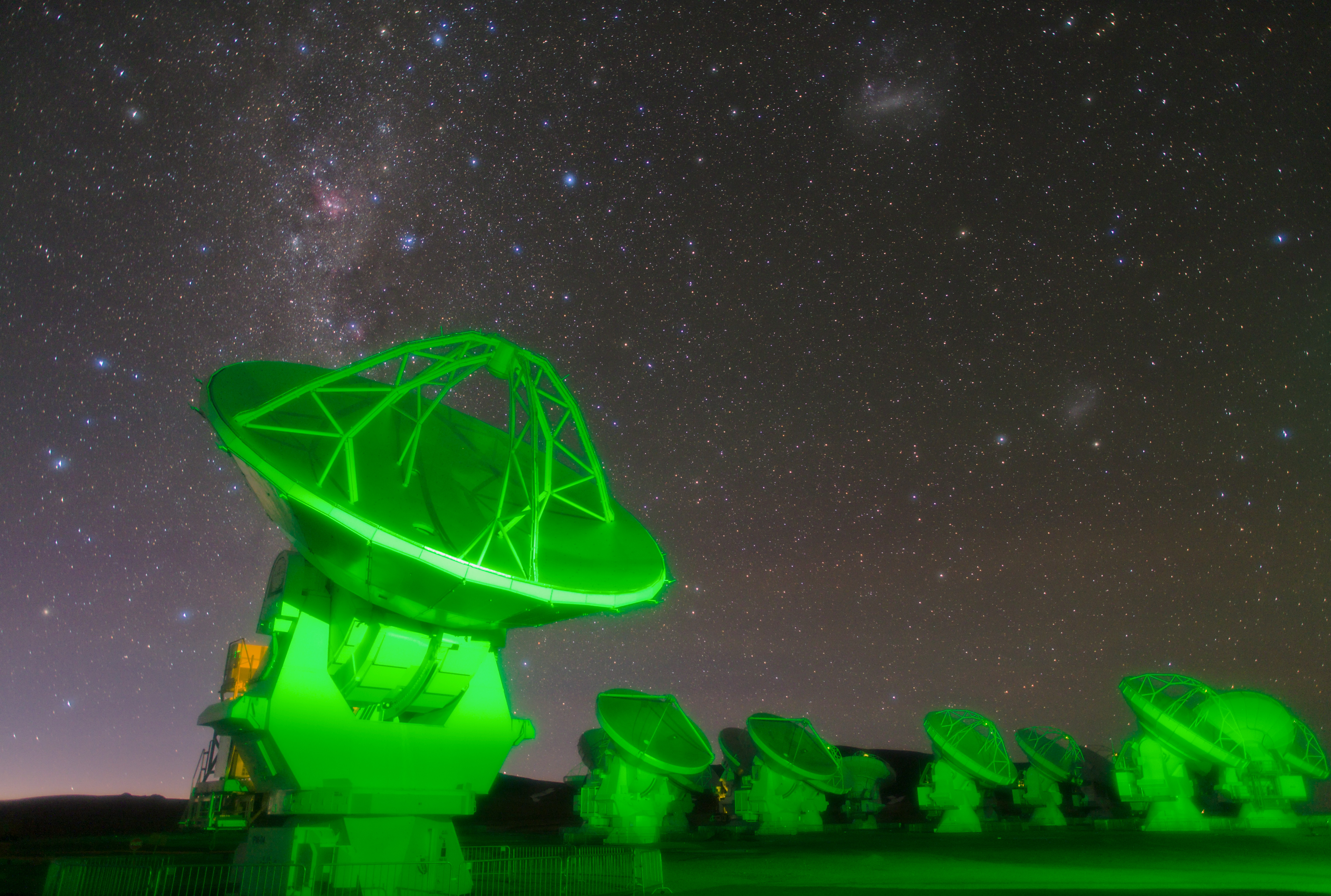
Antenas del Atacama Large Millimeter Array en el altiplano de Chajnantor.

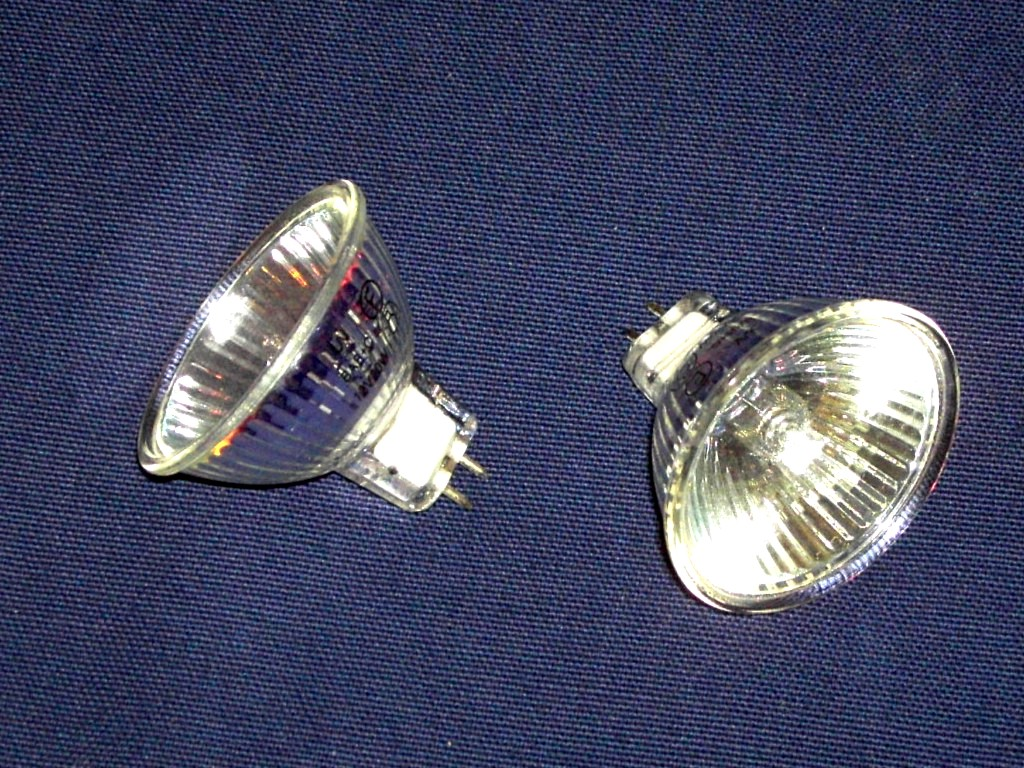
Reflectores parabólicos de una lámpara halógena

Las aplicaciones modernas más comunes del reflector parabólico se encuentran en los platos satelitales, telescopios reflectores, radiotelescopios, micrófono parabólicos, cocinas solares y en muchos dispositivos de iluminación, como linternas, faros de automóvil, focos halógenos y lámparas LED.
La llama olímpica tradicionalmente se enciende en Olimpia, utilizando un reflector parabólico que concentra la luz solar, y luego se transporta al lugar de celebración de los Juegos. Los espejos parabólicos son una de las muchas formas para un espejo ustorio.
Los reflectores parabólicos son populares para usar en la creación de ilusiones ópticas, que consisten en la utilización de dos espejos parabólicos opuestos, con una abertura en el centro del espejo superior. Cuando se coloca un objeto en el espejo inferior, los espejos crean una imagen real, que es una copia prácticamente idéntica del original situado sobre la apertura. La calidad de la imagen depende de la precisión de la óptica. Algunas de estos juegos de espejos se fabrican con tolerancias de millonésimas de pulgada.
Se puede formar un reflector parabólico que apunta hacia arriba haciendo girar un líquido reflectante, como mercurio, alrededor de un eje vertical. Esto hace que sea posible formar un espejo líquido. La misma técnica se usa en los hornos rotativos para modelar las superficies de reflectores sólidos.
Los reflectores parabólicos son también una alternativa popular para aumentar la potencia de la señal inalámbrica. Incluso con los más simples, se pueden lograr 3 dB o más de ganancia.